# Semporna
Semporna ist eine Stadt im malaysischen Bundesstaat Sabah. Sie liegt an der Ostküste im Norden der Insel Borneo am Ausgang der zur Sulawesisee offenen Darvel Bay. Die Stadt gehört zum gleichnamigen Verwaltungsbezirk Distrikt Semporna und ist Teil des Gebietes Tawau Division, zu dem die Distrikte Kunak, Lahad Datu, Semporna und Tawau und Papar gehören.

## Geographie
Semporna liegt an der Spitze der Halbinsel Semporna im Süden der Darvel Bay an der Sulawesisee. Zum Stadtgebiet gehören mehr als 40 Inseln, darunter die touristisch bekannten Inseln Sipadan, Mataking, Mabul und Kapalai.

## Demographie
Die Bevölkerung von Semporna beträgt laut der letzten Zählung im Jahr 2010 35.301 Einwohner.
Die Mehrzahl der Einwohner sind Bajau, von denen viele in den Außenbezirken von Semporna in Pfahlhäusern direkt über dem Wasser leben. Wie in vielen anderen Städten Sabahs gibt es auch hier eine beträchtliche Anzahl illegaler Immigranten aus den nahegelegenen Philippinen, vor allem aus Sulu und Mindanao, die in der Bevölkerungsstatistik nicht verzeichnet sind.

## Geschichte

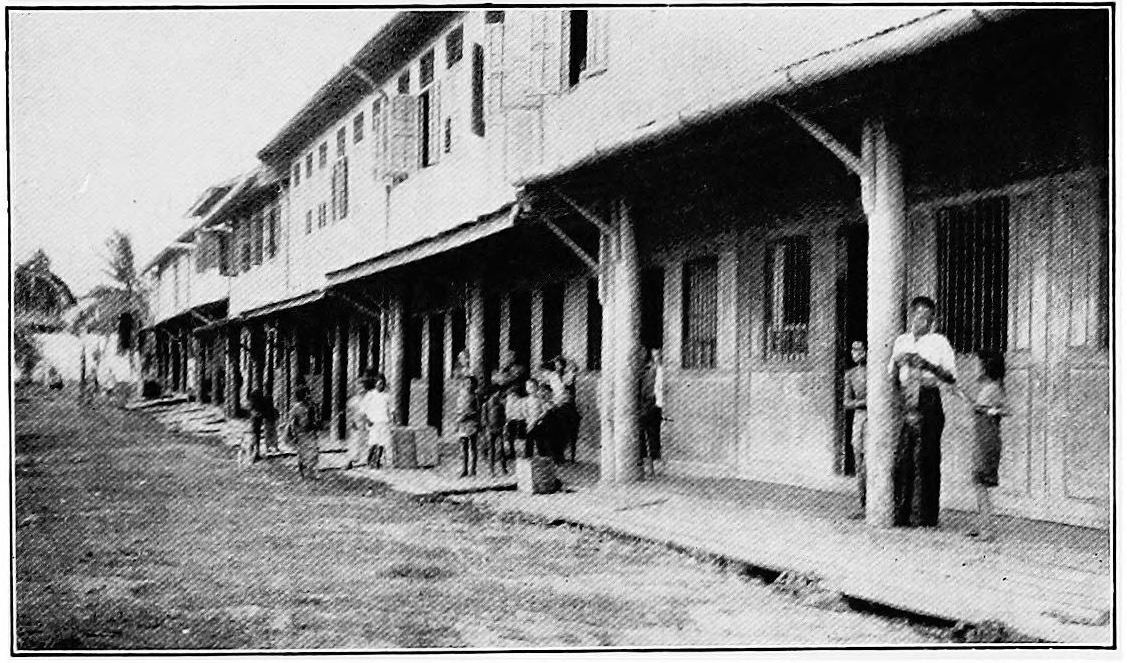
Semporna in den 1910er Jahren

Obwohl an der Küste Sempornas bereits vorher hier und da Menschen gelebt hatten, erfolgte die Gründung von Semporna erst am 10. Mai 1887 durch den amtierenden Gouverneur W.M. Crocker während einer Strafexpedition gegen die Piraten in Ommadal. Kurz zuvor hatte sich die North Borneo Chartered Company in Sandakan niedergelassen. Der Platz für die neue Ansiedlung hieß früher Tong Talun.
Semporna bedeutet in der Sprache der Bajau „Ort zum Verweilen“.

## Wirtschaft
Die lokale Wirtschaft basiert hauptsächlich auf der Fischerei und dem Vertrieb von Meeresprodukten. Dabei stellt die Perlenzucht einen wichtigen Zweig der örtlichen Industrie dar.

## Infrastruktur

### Straßen
Semporna ist über die Bundesstraße SA51 an das Fernstraßennetz von Sabah angebunden.

### Flughafen
Semporna besitzt einen kleineren Flugplatz (englisch Semporna Airport, IATA-Flughafencode SMM, ICAO-Code WBKA) mit einer 609 m langen Schotterpiste. Es findet kein regulärer Passagierverkehr statt.
Der nächste Internationale Flughafen ist der Flughafen Tawau nahe der gleichnamigen Stadt, etwa 70 Kilometer westlich von Semporna gelegen. Von dort bestehen Flugverbindungen nach Kota Kinabalu, Sandakan, Johor Bahru und in die malaysische Hauptstadt Kuala Lumpur. Die malaysischen Fluggesellschaften AirAsia und Malaysia Airlines bedienen diese Routen mehrmals täglich.

## Tourismus

### Regatta Lepa
Die Regatta Lepa ist eine Bootsregatta, die alljährlich im April mit den traditionellen Booten der Bajau ausgetragen wird. Semporna war außerdem Start und Ziel der Segelregatta Eco-Challenge im Jahr 2000.

### Marine Park
Vor der Küste liegt der nach Sakaran Dandai benannte Tun Sakaran Marine Park, auch bekannt als Semporna Islands Park. Er wurde 2004 als Schutzgebiet ausgewiesen und wird seither von der staatlichen Behörde Sabah Parks verwaltet.

### Tauchsport
Semporna ist bekannt für seine einzigartigen Tauch- und Schnorchelreviere auf der Insel Sipadan (Sipadan Island), die etwa 36 Kilometer südöstlich der Stadt liegt.

### Tun Sakaran Museum
Das Tun Sakaran Museum liegt etwa zwei Kilometer vom Stadtzentrum von Semporna entfernt im Kampung Imabah Kamal. Das 2015 eröffnete Museum widmet sich der Person Tun Sakaran Dandais und seinen Verdiensten um den Bundesstaat Sabah sowie der Geschichte und der Ethnographie Sempornas.

## Sprachen
Semporna ist der einzige Ort in Malaysia, in dem Chabacano, eine spanischbasierte Kreolsprache, gesprochen wird. Die Sprache ist sonst hauptsächlich im Gebiet um Zamboanga auf der benachbarten philippinischen Insel Mindanao verbreitet.